# Sástago
Sástago é um município da Espanha na província de Saragoça, comunidade autónoma de Aragão. Tem 301,25 km² de área e em 2021 tinha 1 122 habitantes (densidade: 3,7 hab./km²).

## Demografia
| Variação demográfica do município entre 1991 e 2004 | Variação demográfica do município entre 1991 e 2004 | Variação demográfica do município entre 1991 e 2004 | Variação demográfica do município entre 1991 e 2004 |
| --------------------------------------------------- | --------------------------------------------------- | --------------------------------------------------- | --------------------------------------------------- |
| 1991                                                | 1996                                                | 2001                                                | 2004                                                |
| 1674                                                | 1510                                                | 1389                                                | 1307                                                |